# Antoine-Laurent Baudron
Antoine-Laurent Baudron (Amiens, 15 mai 1742 - Paris, 23 septembre 1830,), est un musicien et compositeur français.

## Biographie
Baudron après avoir été élève au collège des Jésuites d’Amiens, étudie le violon à Paris avec Pierre Gaviniès.
Il occupe un poste de violoniste dans l'orchestre de la Comédie-Française, dès 1763 puis en devient le premier violon et chef en 1766. Cette responsabilité comprend les arrangements musicaux nécessaires lors des représentations. Il collabore avec Beaumarchais pour la musique originale pour Le Barbier de Séville (1770) avec le fameux Je suis Lindor – qu’on retrouve dans les douze variations K. 354/299a chez Mozart –, le Pygmalion de Rousseau (1780) et Le Mariage de Figaro, toujours de Beaumarchais (1784). Son opus 3 (1768) est considéré comme les premiers quatuors à cordes connus d’un compositeur français.
S’il compose peu après la révolution, il est grandement révéré à la Comédie-Française. Il prend sa retraite en 1822, avec une pension égale à son salaire.